# Zapalenie pęcherza moczowego
Zapalenie pęcherza moczowego – najczęstszy, przeważnie bakteryjny stan zapalny dróg moczowych, dotyczy błony śluzowej pęcherza moczowego. Najczęstszym patogenem jest pałeczka okrężnicy (Escherichia coli) oraz inne bakterie jelitowe, szczególnie z rodzajów: Staphylococcus i Enterococcus. Zapalenie często dotyczy seksualnie aktywnych kobiet w wieku 20–50 lat i dlatego inną nazwą tego stanu jest "zapalenie pęcherza miodowego miesiąca".

## Epidemiologia
Zapalenie pęcherza moczowego występuje częściej u kobiet, szczególnie między 15. a 34. rokiem życia oraz po menopauzie. U mężczyzn zdarza się częściej po 50. roku życia i jest wskazaniem do wizyty u lekarza, gdyż może prowadzić do poważnych powikłań. Jest to choroba powszechnie występująca; 20–50% kobiet przebyło zapalenie pęcherza przynajmniej raz w życiu.

## Czynniki ryzyka
Zapalenie pęcherza moczowego występuje częściej u kobiet chorych na cukrzycę, z przebytym lub obecnym zapaleniem górnych dróg moczowych, w ciąży oraz po menopauzie. Bardziej narażone są również kobiety przyjmujące doustne środki antykoncepcyjne. Nieleczone przewlekłe zapalenie pęcherza może prowadzić do poważnych powikłań. Jednym z nich infekcja drogą wstępującą z pęcherza poprzez moczowody do nerek powodując odmiedniczkowe zapalenie nerek.

## Zapobieganie
Picie dużej ilości płynów, dbanie o higienę osobistą, niewstrzymywanie moczu.

## Objawy
- częstomocz
- krwiomocz
- mocz o nieprzyjemnym zapachu
- parcie na pęcherz

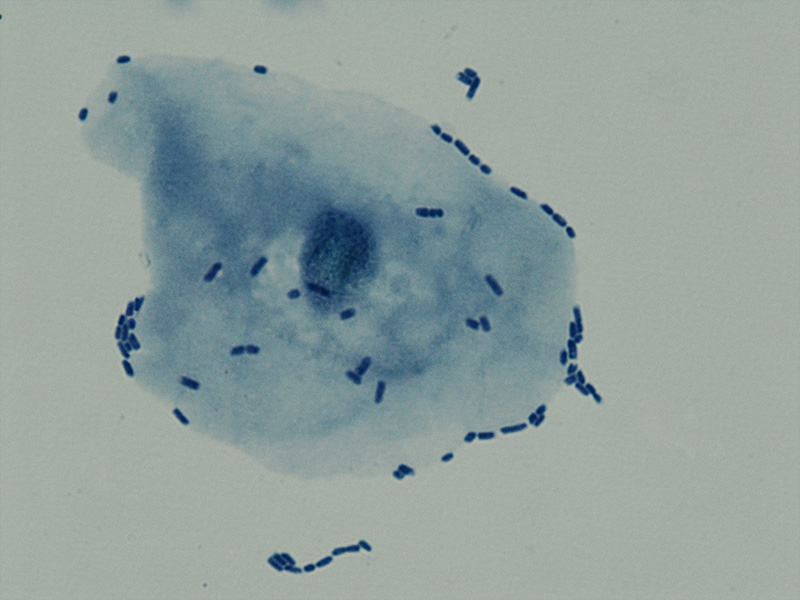
Uropatogenne komórki bakterii Escherichia coli przylegające do komórki nabłonka pęcherza moczowego.

- uczucie bólu i pieczenia pod koniec mikcji (dyzuria)

## Diagnostyka
- badanie ogólne moczu
- posiew moczu

## Leczenie
- Farmakoterapia: antybiotyki, chemioterapeutyki, leki przeciwbólowe i rozkurczowe.
- Należy pić tak dużo płynów, jak to tylko jest możliwe. Poprzez częste oddawanie dużych ilości moczu wypłukuje się czynniki chorobotwórcze z dróg moczowych.
- Specjalne mieszanki herbatek ziołowych, przeznaczone do stosowania w chorobach nerek i pęcherza moczowego, mogą wspomóc leczenie.

Korzyści może przynieść przyjmowanie witaminy C w dawce 100 miligramów dziennie, także w przypadku profilaktycznego zapobiegania infekcjom dróg moczowych u kobiet w ciąży i picie płynów zakwaszających mocz (w celu uzyskania niekorzystnego środowiska dla rozwoju bakterii), np. kompot lub sok z żurawin. Ze względu na możliwość interakcji pacjenci przyjmujący leki z grupy antagonistów witaminy K (np. warfaryna) nie powinni stosować suplementów z żurawiną bez uprzedniego skonsultowania się z lekarzem. Alternatywne metody leczenia i zapobiegania są stosowane ze względu na często chroniczny charakter zapalenia pęcherza moczowego oraz możliwość rozwoju oporności na antybiotyki. Poza wyżej wymienionymi produktami z żurawiną i witaminą C naturalne metody obejmują także stosowanie probiotyków, preparatów z d-mannozą oraz mącznicy lekarskiej i berberyny.

## Klasyfikacja ICD10
| kod ICD10     | nazwa choroby                                           |
| ------------- | ------------------------------------------------------- |
| ICD-10: N30   | Zapalenie pęcherza moczowego                            |
| ICD-10: N30.0 | Ostre zapalenie pęcherza moczowego                      |
| ICD-10: N30.1 | Śródmiąższowe zapalenie pęcherza moczowego (przewlekłe) |
| ICD-10: N30.2 | Inne przewlekłe zapalenie pęcherza moczowego            |
| ICD-10: N30.3 | Zapalenie trójkąta pęcherza moczowego                   |
| ICD-10: N30.4 | Popromienne zapalenie pęcherza moczowego                |
| ICD-10: N30.8 | Inne zapalenie pęcherza moczowego                       |
| ICD-10: N30.9 | Zapalenie pęcherza moczowego, nieokreślone              |